# Atrax
Genre
Synonymes
- Euctimena Rainbow, 1914
- Poikilomorphia Rainbow, 1914

Atrax est un genre d'araignées mygalomorphes de la famille des Atracidae.

## Distribution
Les espèces de ce genre sont endémiques d'Australie. Elles se rencontrent en Nouvelle-Galles du Sud, au Victoria et dans le Territoire de la capitale australienne.

## Liste des espèces
Selon World Spider Catalog (version 26, 16/02/2025) :
- Atrax christenseni Dupérré & Smith, 2025
- Atrax montanus (Rainbow, 1914)
- Atrax robustus O. Pickard-Cambridge, 1877
- Atrax sutherlandi Gray, 2010
- Atrax yorkmainorum Gray, 2010

## Systématique et taxinomie
Ce genre a été décrit par Pickard-Cambridge en 1877 dans les Theraphosidae. Il est placé dans les Dipluridae, dans les Hexathelidae  par Raven en 1980 puis dans les Atracidae par Hedin, Derkarabetian, Ramírez, Vink et Bond en 2018.
Euctimena a été placé en synonymie par Musgrave en 1927.
Poikilomorphia a été placé en synonymie par Gray en 1978.

## Publication originale
- Pickard-Cambridge, 1877 : « On some new genera and species of Araneidea. » The Annals and Magazine of Natural History, sér. 4, vol. 19, p. 26-39 (texte intégral).